# Mutaz Essa Barshim
Mutaz Essa Barshim (arabisch معتز عيسى برشم, DMG Muʿtazz ʿĪsā Baršim; * 24. Juni 1991 in Doha) ist ein katarischer Leichtathlet, der sich auf den Hochsprung spezialisiert hat. Er wurde 2021 Olympiasieger und siegte dreimal bei Weltmeisterschaften. Zudem siegte er bei den Asienspielen und Asienmeisterschaften und zählt damit zu den erfolgreichsten Leichtathleten Asiens. Sein jüngerer Bruder Muamer Aissa Barsham ist ebenfalls als Hochspringer erfolgreich, wohingegen sein anderer jüngerer Bruder Meshaal Barsham als Fußballtorwart Karriere macht.

## Karriere
Barshim begann seine leichtathletische Laufbahn im Jugendbereich als Geher und Langstreckenläufer, bevor er sich ab 2008 auf den Hochsprung spezialisierte und die Aspire Academy for Sports Excellence in Doha besuchte. Erste internationale Erfolge feierte er 2010. In diesem Jahr wurde er unter anderem Hallenasienmeister in Teheran, Juniorenweltmeister in Moncton und siegte bei den Asienspielen in Guangzhou. Außerdem nahm er an den Hallenweltmeisterschaften in seiner Heimatstadt Doha teil, wo er sich allerdings nicht für das Finale qualifizieren konnte. Zudem gewann er noch bei den Juniorenasienmeisterschaften in Hanoi mit neuem Landesrekord von 2,31 m die Goldmedaille. 2011 gewann Barshim bei den Asienmeisterschaften in Kōbe die Goldmedaille und belegte bei den Weltmeisterschaften in Daegu mit 2,32 m den siebten Platz. Anschließend gewann er bei den Panarabischen Spielen in Doha ebenfalls die Goldmedaille. Bei den Hallenmeisterschaften 2012 in Hangzhou holte Barshim die Goldmedaille und belegte bei den Hallenweltmeisterschaften 2012 in Istanbul im Finale den neunten Platz.
Bei den Olympischen Spielen 2012 in London erzielte er seinen bis dahin bedeutendsten internationalen Erfolg, wo er sich zusammen mit den höhengleichen Derek Drouin und Robert Grabarz zunächst die Bronzemedaille sicherte. Der Russe Iwan Uchow gewann die Goldmedaille. Nachdem er 2019 nachträglich des Dopings überführt wurde, erkannte man ihm die Platzierung und Medaille ab und Barshim, Drouin und Grabarz wurden Zweite und erhielten die Silbermedaille.

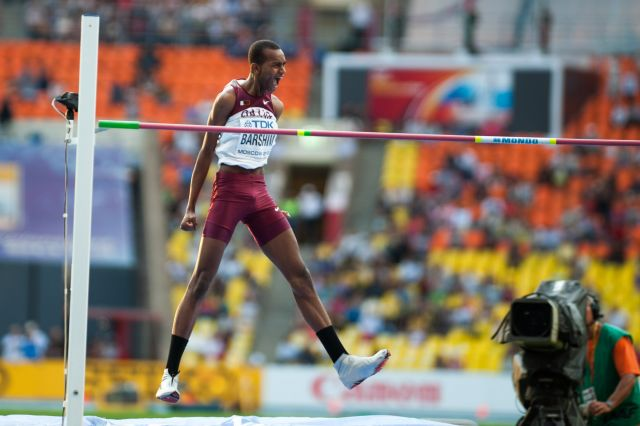
Barshim in Moskau 2013

Im folgenden Jahr gewann er bei den Weltmeisterschaften in Moskau die Silbermedaille hinter dem Ukrainer Bohdan Bondarenko und sprang dabei 2,38 m. Bei den Hallenweltmeisterschaften 2014 in Sopot gewann er mit im ersten Versuch übersprungenen 2,38 m vor dem höhengleichen Favoriten Iwan Uchow den ersten Hallen-WM-Titel für sein Land. Zuvor gewann er auch bei den Hallenasienmeisterschaften in Hangzhou seine dritte Goldmedaille. Am 14. Juni 2014 gewann Bohdan Bondarenko das Diamond-League-Meeting in New York mit 2,42 m. Im selben Wettkampf erreichte auch Mutaz Essa Barshim die gleiche Höhe. Diese persönliche Bestleistung steigerte Barshim am 5. September 2014 beim Diamond-League-Finale in Brüssel um einen Zentimeter. Barshim siegte mit 2,43 m vor Bondarenko (2,40 m) und schob sich damit allein auf den zweiten Platz der ewigen Weltbestenliste. Im September verteidigte er auch erfolgreich seinen Titel bei den Asienspielen im südkoreanischen Incheon.
2015 gewann Barshim bei den Asienmeisterschaften in Wuhan mit 2,20 m nur die Bronzemedaille und verpasste bei den Weltmeisterschaften in Peking mit 2,33 m im Finale als Vierter eine Medaille. 2016 gewann er seine vierte Goldmedaille in Folge bei den Hallenmeisterschaften in Doha und belegte bei den Hallenweltmeisterschaften in Portland den vierten Platz. Bei den Olympischen Spielen 2016 in Rio de Janeiro gewann Barshim mit einer Höhe von 2,36 m die Silbermedaille hinter Derek Drouin (2,38 m). Bei den Weltmeisterschaften 2017 in London gewann er als einziger Athlet, der die Höhe von 2,35 m übersprang, die Goldmedaille. Im Jahr 2017 blieb er zudem ungeschlagen, hatte zwei 2,40-m-Sprünge und wurde zum Welt-Leichtathlet des Jahres gewählt.
2018 nahm er an den Hallenasienmeisterschaften in Teheran teil und gewann dort mit neuem Meisterschaftsrekord und Weltjahresbestleistung von 2,38 m die Goldmedaille. Einen Monat später nahm er an den Hallenweltmeisterschaften in Birmingham teil und musste sich dort mit 2,33 m nur dem unter Neutraler Flagge antretenden Russen Danil Lyssenko, der 2,36 m überquerte, geschlagen geben. Nach einer schwerwiegenden Verletzung im Sommer 2018 in Ungarn bestritt Barshim auch im Jahr darauf kaum Wettkämpfe. Jedoch konnte er an den Heimweltmeisterschaften in Doha mit einer Sprunghöhe von 2,37 m im Finale erfolgreich seinen Titel von London verteidigen. Das Internationale Olympische Komitee (IOC) gab im Januar 2019 die Disqualifikation von Iwan Uchow, dem Olympiasieger von 2012, bekannt. Nachdem der Internationale Sportgerichtshof im April 2021 das Urteil bestätigt hatte, rückte Barshim um einen Platz vor und erhielt – zusammen mit Drouin und Grabarz – die Silbermedaille zugesprochen.
2021 startete er die Saison in Doha und siegte dann Anfang Mai mit 2,30 m bei Ready Steady Tokyo - Athletics. Anschließend wurde er bei der Doha Diamond League mit 2,30 m Zweiter und wurde bei der Golden Gala Pietro Mennea mit derselben Höhe nur Fünfter. Anfang August startete er bei den Olympischen Spielen in Tokio und dort hatten Barshim und der Italiener Gianmarco Tamberi beide gleich viele Versuche nach übersprungenen 2,37 m und dreifach missglückten Sprüngen über 2,39 m. Ein Offizieller des IOC fragte beide, ob sie die Regeln kennen, dass ein Stechen mit einem letzten Sprung den Olympiasieger küren könne. Auf die Frage von Barshim, ob die beiden guten Freunde mit der Goldmedaille ausgezeichnet werden können, bestätigte dies der Kampfrichter und der Wettkampf endete mit zwei Olympiasiegern. Beide sprangen sich überglücklich in die Arme. Tamberi äußerte in einem Interview nach der Entscheidung, er „hätte [s]eine Medaille niemals mit jemand anderem geteilt“ außer Barshim, da beide gut befreundet wären und beide dieselbe Verletzung durchgemacht hätten.
2022 wurde er bei der Doha Diamond League mit 2:30 m Zweiter und siegte dann bei den Weltmeisterschaften in Eugene mit einem Sprung über 2,37 m zum dritten Mal in Folge. Ein Jahr danach eroberte er bei den Weltmeisterschaften 2023 in Budapest die Bronzemedaille im Hochsprung. Daraufhin siegte er mit 2,30 m beim Herculis und wurde bei der Athletissima mit 2,24 m Zweiter. Im Jahr darauf siegte er bei den Westasienmeisterschaften in Doha mit 2,30 m und wurde kurz darauf bei der Doha Diamond League mit 2,24 m Dritter. Im Juli siegte er mit 2,36 m beim Memoriał Kamili Skolimowskiej und beim London Athletics Meet wurde er mit 2,33 m Zweiter. Im August gewann er bei den Weltmeisterschaften in Budapest mit 2,33 m im Finale die Bronzemedaille hinter dem Italiener Gianmarco Tamberi und JuVaughn Harrison aus den Vereinigten Staaten. Kurz darauf siegte er mit 2,35 m bei Weltklasse Zürich und gewann im Oktober bei den Asienspielen in Hangzhou mit 2,35 m zum dritten Mal die Goldmedaille. 2024 wurde er bei der Xiamen Diamond League mit 2,27 m Zweiter, wie auch bei der Diamond League Shanghai mit 2,29 m. Im August gewann er bei den Olympischen Sommerspielen in Paris mit 2,34 m im Finale die Bronzemedaille hinter dem Neuseeländer Hamish Kerr und Shelby McEwen aus den Vereinigten Staaten.